# Porvoon Ajot
Porvoon Ajot est une compétition de vélo sur route qui se déroule autour de la ville de Porvoo, dans le sud de la Finlande. Organisé depuis 1926, il s'agit du plus ancien événement cycliste encore disputé dans le pays (derrière les championnats nationaux). Sa création relève de l'initiative de l'homme d'affaires et coureur cycliste Raul Hellberg, lui-même originaire des lieux, qui en fut aussi le premier vainqueur,.
En 1931, le Suédois Nils Welin devient le premier étranger à remporter cette épreuve. De 1942 à 1944, la compétition n'a pas lieu en raison de la guerre de Continuation. Elle refait toutefois son apparition dès 1945. Depuis cette date, elle se tient de manière régulière, à l'exception de l'année 2020, où la pandémie de Covid-19 amène à son annulation. L'édition 2022 est fusionnée avec les championnats de Finlande. 
Le Finlandais Harry Hannus détient le record de victoires, avec neuf succès acquis entre 1972 et 1983. Parmi les lauréats, on peut relever la présence de Kari Myyryläinen, victorieux à six reprises, qui a évolué au niveau professionnel avec l'équipe Reynolds. Kjell Carlström a également gagné cette course six fois. D'autres cyclistes réputés comme Jussi Veikkanen ou Janek Tombak s'y sont imposés au XXIe siècle. 

## Palmarès

Porvoon Ajot 1971

| Année     | Vainqueur                               | Deuxième                                | Troisième                               |
| --------- | --------------------------------------- | --------------------------------------- | --------------------------------------- |
| 1926      | Raul Hellberg (fi)                      |                                         |                                         |
| 1927      | Raul Hellberg (fi)                      |                                         |                                         |
| 1928      | Raul Hellberg (fi)                      |                                         |                                         |
| 1929      | Raul Hellberg (fi)                      |                                         |                                         |
| 1930      | Raul Hellberg (fi)                      |                                         |                                         |
| 1931      | Nils Welin                              |                                         |                                         |
| 1932      | Raul Hellberg (fi)                      |                                         |                                         |
| 1933      | Thor Porko (fi)                         |                                         |                                         |
| 1934      | Raul Hellberg (fi)                      |                                         |                                         |
| 1935      | Arne Berg                               |                                         |                                         |
| 1936      | Arne Berg                               |                                         |                                         |
| 1937      | Aarne Koivisto                          |                                         |                                         |
| 1938      | Arne Berg                               |                                         |                                         |
| 1939      | Hans Preiskeit                          |                                         |                                         |
| 1940      | Hans Preiskeit                          |                                         |                                         |
| 1941      | Åke Seyffarth                           |                                         |                                         |
| 1942-1944 | Pas organisé                            | Pas organisé                            | Pas organisé                            |
| 1945      | Harry Jansson                           |                                         |                                         |
| 1946      | Rolf Bernheim                           |                                         |                                         |
| 1947      | Vilgot Bodin                            |                                         |                                         |
| 1948      | Thorvald Högstörm                       |                                         |                                         |
| 1949      | Olle Wickholm (sv)                      |                                         |                                         |
| 1950      | Thorvald Högstörm                       |                                         |                                         |
| 1951      | Bengt Fröbom (de)                       |                                         |                                         |
| 1952      | Bengt Fröbom (de)                       |                                         |                                         |
| 1953      | Nils Henriksson (fi)                    |                                         |                                         |
| 1954      | Ruben Forsblom (fi)                     |                                         |                                         |
| 1955      | Juhani Marttinen                        |                                         |                                         |
| 1956      | Ronald Ström                            |                                         |                                         |
| 1957      | Sivén Aatos                             |                                         |                                         |
| 1958      | Paul Nyman (fi)                         |                                         |                                         |
| 1959      | Juhani Pirskanen                        |                                         |                                         |
| 1960      | Unto Hautalahti (fi)                    |                                         |                                         |
| 1961      | Unto Hautalahti (fi)                    |                                         |                                         |
| 1962      | Kaj Uno Johansson                       |                                         |                                         |
| 1963      | Eero Karhu (de)                         |                                         |                                         |
| 1964      | Raimo Honkanen (fi)                     |                                         |                                         |
| 1965      | Olavi Aalto (de)                        |                                         |                                         |
| 1966      | Raimo Honkanen (fi)                     |                                         |                                         |
| 1967      | Pertti Karhu                            |                                         |                                         |
| 1968      | Ole Wackström (fi)                      |                                         |                                         |
| 1969      | Raimo Suikkanen (fi)                    |                                         |                                         |
| 1970      | Mauno Uusivirta (fi)                    |                                         |                                         |
| 1971      | Kalevi Eskelinen (fi)                   |                                         |                                         |
| 1972      | Harry Hannus                            |                                         |                                         |
| 1973      | Harry Hannus                            |                                         |                                         |
| 1974      | Harry Hannus                            |                                         |                                         |
| 1975      | Harry Hannus                            |                                         |                                         |
| 1976      | Harry Hannus                            |                                         |                                         |
| 1977      | Harry Hannus                            |                                         |                                         |
| 1978      | Harry Hannus                            |                                         |                                         |
| 1979      | Patrick Wackström (fi)                  |                                         |                                         |
| 1980      | Harry Hannus                            |                                         |                                         |
| 1981      | Risto Niemi                             |                                         |                                         |
| 1982      | Risto Niemi                             |                                         |                                         |
| 1983      | Harry Hannus                            |                                         |                                         |
| 1984      | Erik Nyholmer                           |                                         |                                         |
| 1985      | Kari Myyryläinen                        |                                         |                                         |
| 1986      | Peter Jonsson                           |                                         |                                         |
| 1987      | Peter Jonsson                           |                                         |                                         |
| 1988      | Kari Myyryläinen                        |                                         |                                         |
| 1989      | Kari Myyryläinen                        |                                         |                                         |
| 1990      | Juha Kakko                              |                                         |                                         |
| 1991      | Tapio Niemi                             | Kari Myyryläinen                        | Jussi Matinheikki                       |
| 1992      | Kari Myyryläinen                        | Joona Laukka                            | Mika Hänninen                           |
| 1993      | Pasi Hotinen                            | Juho Suikkari                           | Janne Varala                            |
| 1994      | Peep Mikli                              | Juha Kakko                              | Roger Granholm                          |
| 1995      | Kari Myyryläinen                        | Esa Skyttä                              | Janne Mäki                              |
| 1996      | Kari Myyryläinen                        | Esa Skyttä                              | Andres Lauk (de)                        |
| 1997      | Esa Skyttä                              | Jan Karlsson                            | Kari Myyryläinen                        |
| 1998      | Kjell Carlström                         | Margus Salumets                         | Juha Hynninen                           |
| 1999      | Oscar Stenström                         | Andres Lauk (de)                        | Kjell Carlström                         |
| 2000      | Andrus Aug                              | Peep Mikli                              | Andres Lauk (de)                        |
| 2001      | Kjell Carlström                         | Oscar Stenström                         | Pasi Ahlroos (de)                       |
| 2002      | Kjell Carlström                         | Jussi Veikkanen                         | Kimmo Kananen (de)                      |
| 2003      | Kjell Carlström                         | Jussi Veikkanen                         | Marek Salermo                           |
| 2004      | Jussi Veikkanen                         | Kjell Carlström                         | Caspar Austa                            |
| 2005      | Marek Salermo                           | Jani Vesa                               | Mika Nieminen                           |
| 2006      | Mika Nieminen                           | Antti Träskelin                         | Kari Myyryläinen                        |
| 2007      | Mika Nieminen                           | Jarmo Rissanen (de)                     | Timo Pesola                             |
| 2008      | Marek Salermo                           | Kjell Carlström                         | Mika Nieminen                           |
| 2009      | Kjell Carlström                         | Paavo Hiltunen                          | Jarmo Rissanen (de)                     |
| 2010      | Alexander Gingsjö                       | Rainer Aaltonen                         | Linus Dahlberg                          |
| 2011      | Kjell Carlström                         | Paavo Paajanen                          | Sami Tiainen                            |
| 2012      | Janek Tombak                            | William Heath                           | Krister Raudsepp                        |
| 2013      | Paavo Paajanen                          | Marek Salermo                           | Mikko Kejo                              |
| 2014      | Matti Manninen                          | Samuel Pökälä                           | Mikko Kejo                              |
| 2015      | Ben Carman                              | Pierre Moncorgé                         | Yannick Janssen                         |
| 2016      | Samuel Pökälä                           | Juho Hänninen                           | Niklas Henttala                         |
| 2017      | Sebastiaan Pot                          | Trond Larsen                            | Nils Penton                             |
| 2018      | Peeter Pung                             | Jacob Tipper                            | Emil Andersson                          |
| 2019      | Joonas Henttala                         | Sauli Pietikäinen                       | Emil Andersson                          |
| 2020      | Annulé                                  | Annulé                                  | Annulé                                  |
| 2021      | Ukko Peltonen                           | Aimo Pyykkönen                          | Johan Nordlund                          |
| 2022      | Support pour le championnat de Finlande | Support pour le championnat de Finlande | Support pour le championnat de Finlande |
| 2023      | Markus Auvinen                          | Riku Övermark                           | Oskari Kolehmainen                      |
| 2024      | Karl-Nicolas Grönlund                   | Aksel Rantanen                          | Kasper Borremans                        |
| 2025      | Anders Bäckman                          | Lauri Pitkänen                          | Vladyslav Makogon                       |